# Atchisson Assault Shotgun

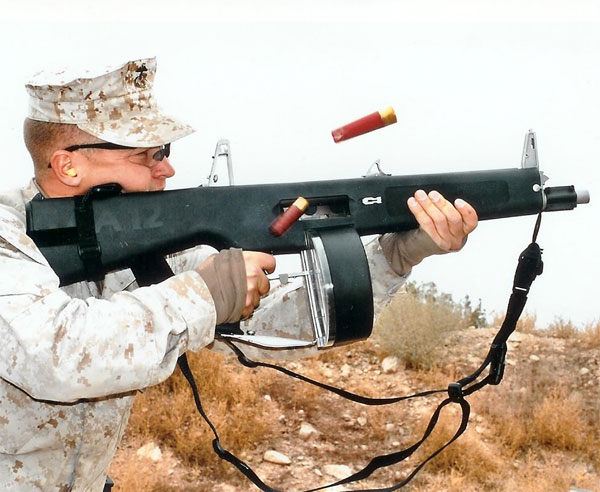
Um militar americano com uma AA-12.

A Auto Assault-12 (AA-12) originalmente desenhad e conhecido como Espingarda de Assalto Atchisson, é uma espingarda desenvolvida em 1972 por Maxwell Atchisson. Uma das suas principais características era o pouco recuo. A versão mais atual, de 2005, foi desenvolvida pela Military Police Systems, Inc. A arma é automática e pode realizar até 300 disparos por minuto, além de ter um alcance efetivo de 100 m. Seu carregador padrão tem a capacidade de oito cartuchos, mas pode ser expandida para até trinta e dois.